# Entzifferung
Entzifferung bedeutet Analyse und Verstehen einer unleserlichen oder unverständlichen Schrift. Sie ist von Bedeutung sowohl in der Kryptologie bei der Entzifferung von verschlüsselten Geheimtexten als auch in der Archäologie bei der Erschließung von Texten, die in einer unbekannten Sprache oder Schrift verfasst sind, sowie in der Linguistik, der Literaturwissenschaft und der Paläographie.

## Entzifferung in der Kryptologie

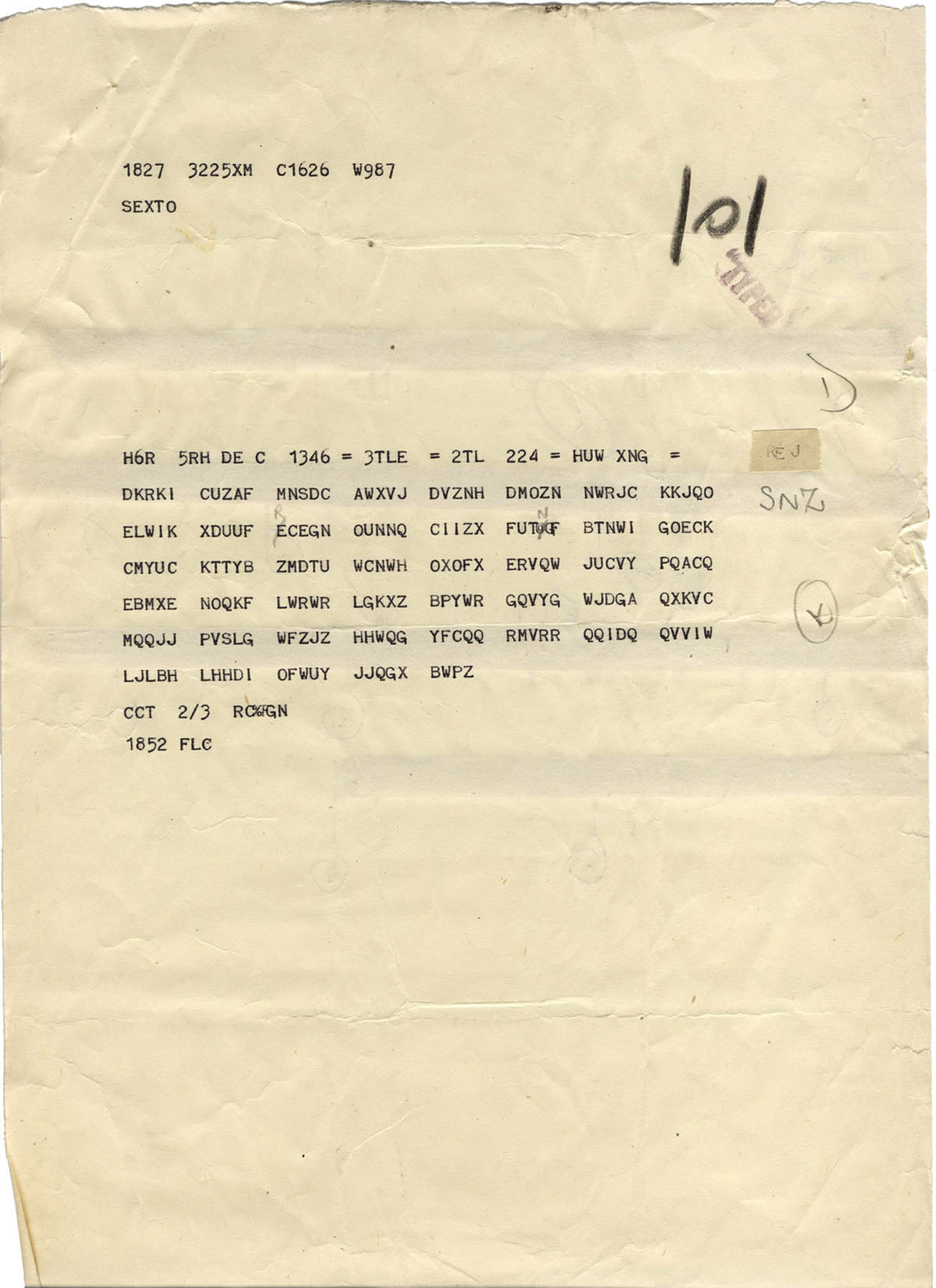
Typischer Enigma-Geheimtext der deutschen Wehrmacht, wie er im englischen Bletchley Park abgefangen und entziffert wurde

In der Kryptologie ist Entzifferung eine kryptanalytische Methode, die aus einem Geheimtext – ohne vorherige Kenntnis des Schlüssels – den Klartext gewinnt. Das Entziffern eines Geheimtextes wird auch als „Brechen“ oder umgangssprachlich als „Knacken“ bezeichnet. Das „Bloßlegen“ eines zuvor unbekannten Verschlüsselungsverfahrens wird auch als „Aufdecken“ bezeichnet.
Der Entzifferung steht das Entschlüsseln eines Geheimtextes durch den befugten Empfänger gegenüber. Dieser ist im Besitz des Schlüssels. Damit kann er entschlüsseln. Eine Entzifferung ist nicht notwendig.
Darüber hinaus betrachtet die Kryptanalyse (auch genannt: Kryptoanalyse) die Schwächen eingesetzter Verschlüsselungsverfahren. Diejenigen Methoden, die sich als ungeeignet für das sichere Verschlüsseln erwiesen, werden als „gebrochen“ bezeichnet. Berühmte Beispiele für gebrochene historische Verschlüsselungen sind das im Ersten Weltkrieg benutzte ADFGX-Verfahren sowie die Enigma-Maschine im Zweiten Weltkrieg.

### Berühmte Kryptoanalytiker

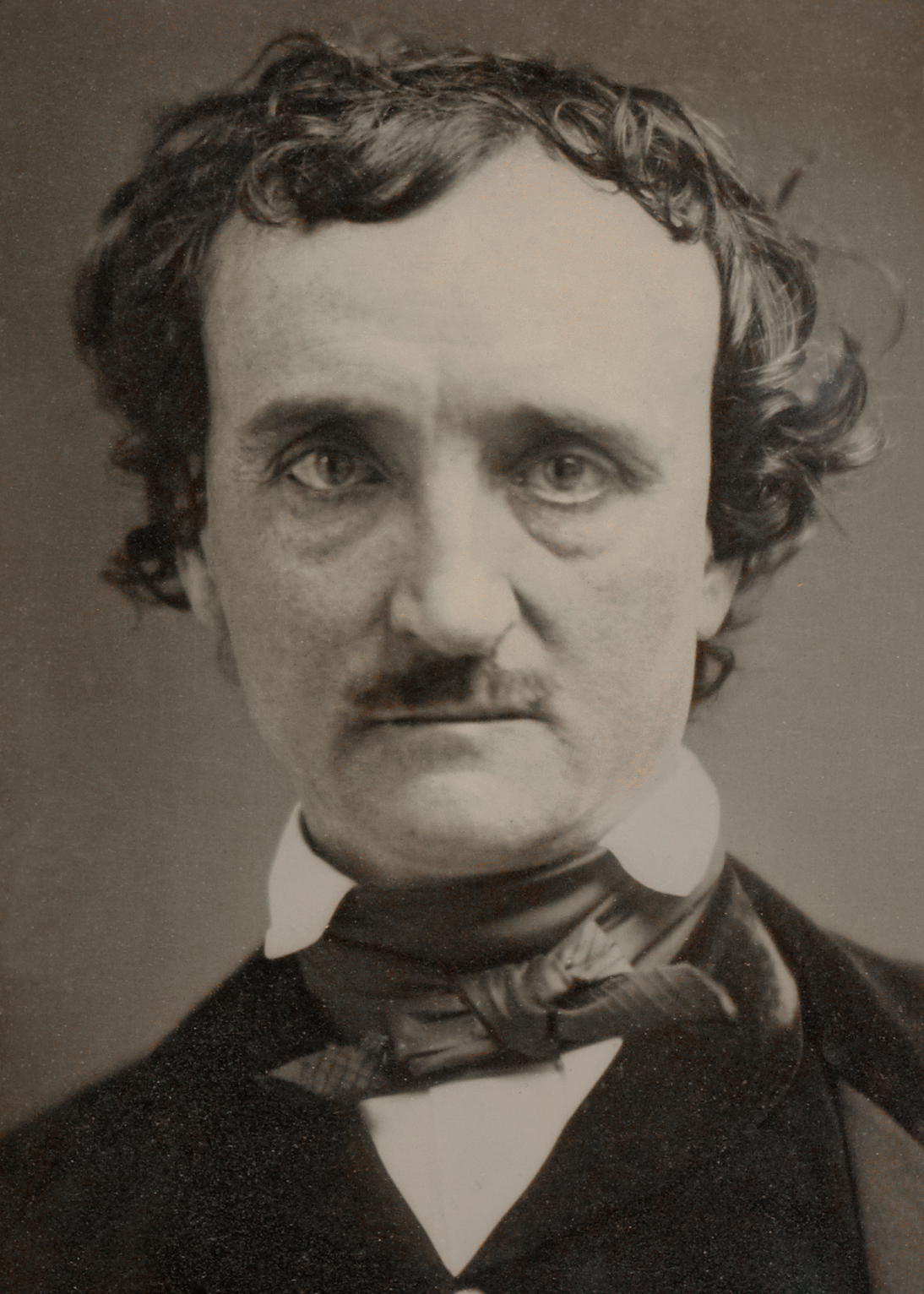
Edgar Allan Poe, Schriftsteller und leidenschaftlicher Hobby-Entzifferer (1849)

Stellvertretend für viele Kryptoanalytiker, auch als Codeknacker (englisch codebreaker) bezeichnet, die oft im Verborgenen wirkten und deshalb unbekannt blieben, hier einige der herausragend klugen Köpfe der verschlungenen Geschichte der Kryptographie:
- William Friedman – Vater der amerikanischen Kryptologie
- Friedrich Wilhelm Kasiski – brach die Vigenère-Chiffre
- Dillwyn Knox – knackte als einer der ersten Briten die deutsche Enigma-Maschine
- Georges Painvin – brach im Ersten Weltkrieg das deutsche ADFGX-Verfahren
- Marian Rejewski – schuf bereits 1932 die Grundlagen zum Bruch der Enigma
- Claude Shannon – formulierte die Maxime „Der Feind kennt das benutzte System“
- John Tiltman – schaffte den ersten Einbruch in den deutschen Schlüssel-Zusatz Lorenz SZ 40
- Alan Turing – entwickelte die nach ihm benannte kryptanalytische „Knackmaschine“ gegen die Enigma
- Bill Tutte – klärte den SZ 40 (siehe oben) vollständig auf (Deckname: Tunny)
- Gordon Welchman – verbesserte die Turing-Bombe durch Entwicklung des Diagonal board

## Entzifferung in Archäologie und Linguistik

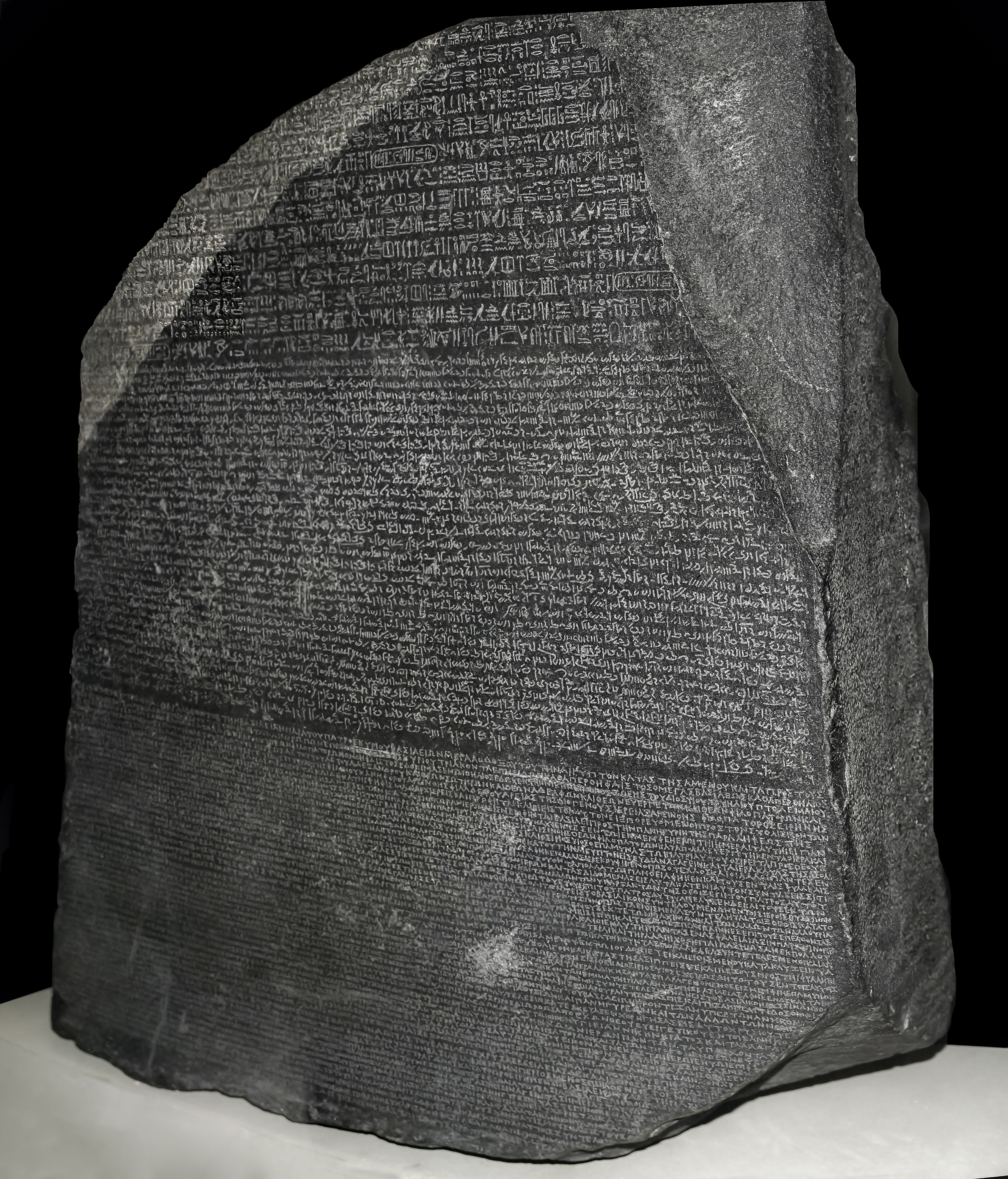
Der Stein von Rosette war entscheidend zum Verständnis der ägyptischen Hieroglyphen

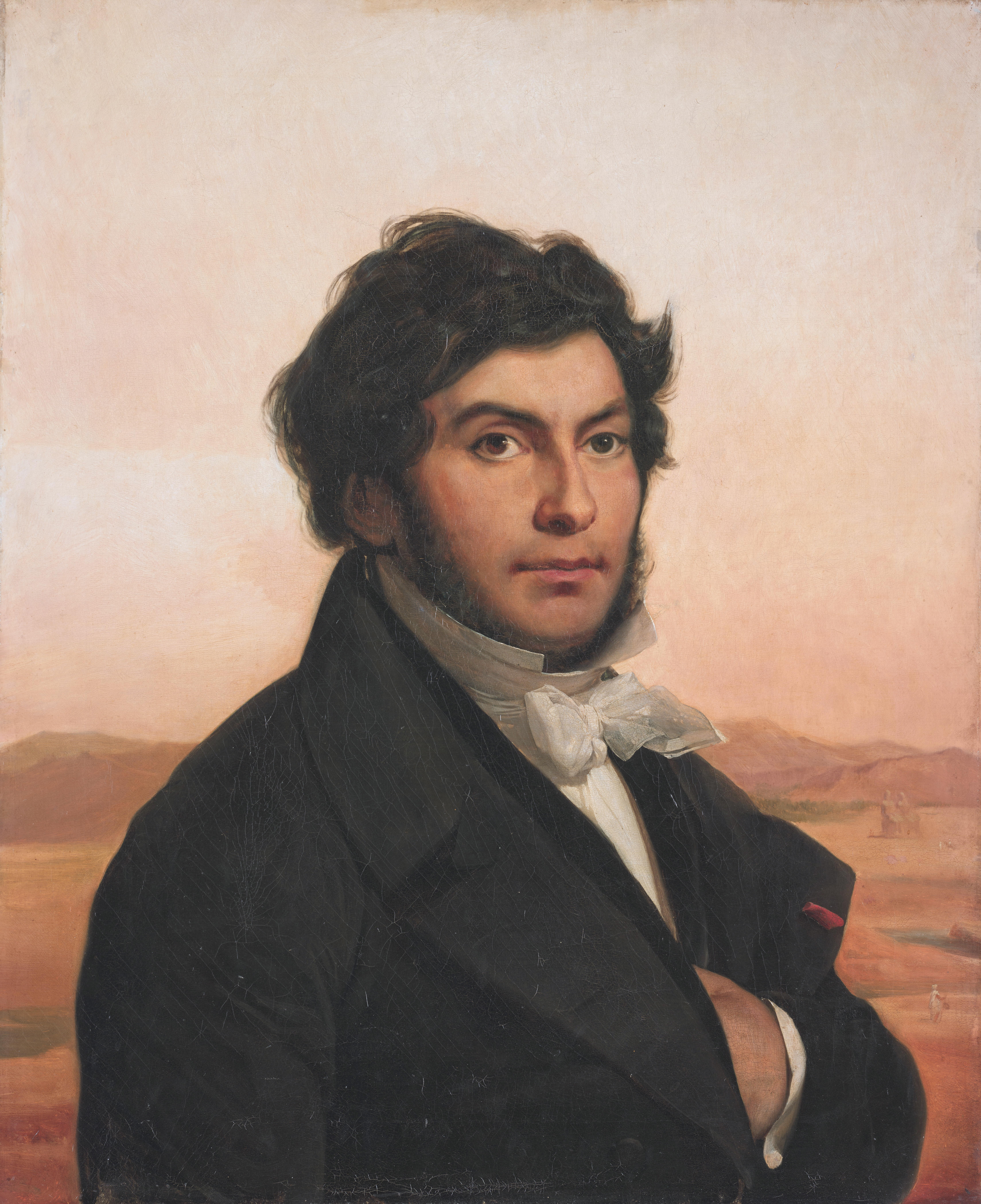
Jean-François Champollion gelang die Entzifferung der Hieroglyphen, Porträt von Léon Cogniet (1831)

In der Archäologie wird auch der Begriff „Entschlüsselung“ als Synonym für Entzifferung benutzt und darunter die Analyse einer alten, nicht mehr bekannten Schrift verstanden.
In der Archäologie ist häufig das zu entziffernde Schriftstück nicht etwa verschlüsselt worden, um Uneingeweihten das Lesen zu verwehren, sondern die Bedeutung des Textes, beziehungsweise die Fähigkeit ihn zu lesen, ist im Laufe der Zeit in Vergessenheit geraten.

### Beispiele alter Schriften
- Die Keilschriften in ihrer sumerischen, akkadischen, elamischen und altpersischen Ausprägung
- Die Indusschrift
- Die ägyptischen Hieroglyphen
- Die luwische Hieroglyphenschrift
- Die Linearschrift A
- Die Linearschrift B
- Die Maya-Schrift
- Die Schrift der Olmeken

### Berühmte bereits entzifferte oder noch ihrer Entzifferung harrende Schriftstücke
- Der Codex Dresdensis (Mayakalender)
- Der Diskos von Phaistos
- Der Stein von Rosette
- Das Voynich-Manuskript

### Berühmte Entzifferer alter Schriften
- John Chadwick
- Jean-François Champollion
- Georg Friedrich Grotefend
- Edward Hincks
- Juri Knorosow
- Michael Ventris